# Prêmios Globo de Ouro de 1948

Prêmios Globo de Ouro de 1948

 26 de fevereiro de 1948
Filme - Drama:
Gentleman's Agreement
Prêmios Globo de Ouro 

← 1947  ·  1949 →
Os Prêmios Globo de Ouro de 1948 (no original, em inglês, 5th Golden Globe Awards) honraram os melhores profissionais de cinema e televisão, filmes e programas televisivos de 1947. Os candidatos nas diversas categorias foram escolhidos pela Associação de Imprensa Estrangeira de Hollywood (AIEH).

## Vencedores e nomeados

### Melhor filme de drama
- Gentleman's Agreement

### Melhor ator em filme de drama
- Ronald Colman – A Double Life

### Melhor atriz em filme drama
- Rosalind Russell – Mourning Becomes Electra

### Melhor ator coadjuvante
- Edmund Gwenn – Miracle on 34th Street

### Melhor atriz coadjuvante
- Celeste Holm – Gentleman's Agreement

### Melhor direção
- Elia Kazan – Gentleman's Agreement

### Melhor roteiro
- George Seaton – Miracle on 34th Street

### Melhor trilha sonora original
- Max Steiner – Life with Father

### Melhor cinematografia
- Jack Cardiff – Black Narcissus

### Melhor revelação masculina
- Richard Widmark – Kiss of Death

### Melhor revelação feminina
- Lois Maxwell – That Hagen Girl

### Melhor ator jovem
- Dean Stockwell – Gentleman's Agreement

### Melhor conjunto da obra
- Bambi